# Tossal del Gassó
El Tossal del Gassó és un cim de 803,1 metres d'alçada del terme municipal d'Abella de la Conca, (Pallars Jussà) on es troba un jaciment paleotològic.
Tant el Tossal del Gassó com el proper portell del Gassó o Collada de Gassó prenen el nom de la casa, actualment desapareguda, de cal Gassó. Aquesta antiga masia prengué el nom del malnom d'un dels seus propietaris: en català antic, gas, gassa significava d'ulls blaus, molt clars. És al sud-oest del terme, dins del sistema muntanyós que separa la plana de la zona muntanyosa de ponent del poble. El tossal de Gassó és justament a prop i a ponent del poble, i representa l'element més proper a la plana del sistema muntanyós que davalla de la serra de Monteguida.
Tot a l'entorn del tossal hi ha les masies més occidentals d'Abella de la Conca: al nord, les de Viella (cal Borrell i casa Xinco), a los Planells, can Carreu, cal Jou, casa Montsó, properes a la vila d'Abella de la Conca, cal Xinco Vell, cal Moixarda i cal Serret de Núria ben a prop entre el nord i l'est del tossal. Pertany a la partida de les Vielles.
A ponent del tossal, en l'enllaç cap al tossal de la Doba hi ha el coll de la Torre, al nord-est del qual es troba la font de la Parra. En canvi, i malgrat el nom, la font de Coll de la Torre es troba més allunyada, cap al sud-oest, prop de cal Cap-roc. Al seu sud-est es troba la partida de Cabidella.

## Restes paleontològiques
Les prospeccions arqueològiques efectuades al cim pla del tossal van permetre de trobar-hi restes òssies del Maastrichtià (Cretaci superior); és a dir, l'època en què a la zona de la Conca Dellà hi havia dinosaures. El jaciment està inclòs a l'Inventari del Patrimoni Arqueològic i Paleontològic de Catalunya.